# Кубок Фінляндії з футболу 2003
Кубок Фінляндії з футболу 2003 — 49-й розіграш кубкового футбольного турніру в Фінляндії. Титул ввосьме здобув ГІК.

## Календар
| Раунд        | Дата                    | Матчі | Клуби     |
| ------------ | ----------------------- | ----- | --------- |
| Перший раунд |                         | 140   | 338 → 198 |
| Другий раунд |                         | 70    | 198 → 128 |
| 1/64 фіналу  |                         | 64    | 128 → 64  |
| 1/32 фіналу  |                         | 32    | 64 → 32   |
| 1/16 фіналу  | 12-23 червня 2003       | 16    | 32 → 16   |
| 1/8 фіналу   | 6 липня - 6 серпня 2003 | 8     | 16 → 8    |
| 1/4 фіналу   | 10 серпня 2003          | 4     | 8 → 4     |
| 1/2 фіналу   | 8-9 жовтня 2003         | 2     | 4 → 2     |
| Фінал        | 1 листопада 2003        | 1     | 2 → 1     |

## 1/16 фіналу
| Команда 1           | Рахунок      | Команда 2          |
| ------------------- | ------------ | ------------------ |
| 12 червня 2003      |              |                    |
| Джазз               | 1:2          | Алліанссі          |
| Кінгс Куопіо (3)    | 1:2 дч       | Тампере Юнайтед    |
| 23 червня 2003      |              |                    |
| АС Оулу (2)         | 1:3          | Віїкінгіт (2)      |
| Раума (3)           | 1:3          | Крафт (Нярпес) (2) |
| Футура (Порвоо) (3) | 1:1 пен. 5:6 | КооТееПее          |
| ХаНа (4)            | 0:10         | Яро                |
| ХауПа (4)           | 1:4          | Еспоо (3)          |
| ГІК                 | 3:2 дч       | Гака               |
| ЯПС (4)             | 2:1          | Обо ІФК (4)        |
| КуПС (U-20)         | 2:3 дч       | Інтер (Турку)      |
| Саламат (3)         | 2:1          | КяПа (3)           |
| ТПС                 | 0:2          | МюПа               |
| ТПВ Тампере (3)     | 0:4          | КуПС               |
| ТуТо (4)            | 0:3          | Гямеенлінна        |
| ЙПА (3)             | 0:4          | РоПС (2)           |
| Зуліманіт (4)       | 0:3          | ТП-47 (2)          |

## 1/8 фіналу
| Команда 1       | Рахунок | Команда 2          |
| --------------- | ------- | ------------------ |
| 6 липня 2003    |         |                    |
| Еспоо (3)       | 0:4     | Інтер (Турку)      |
| Гямеенлінна     | 2:0     | КуПС               |
| ГІК             | 6:3     | Віїкінгіт (2)      |
| ЯПС (4)         | 0:3     | Яро                |
| КооТееПее       | 2:0     | Крафт (Нярпес) (2) |
| Саламат (3)     | 0:2     | МюПа               |
| 6 серпня 2003   |         |                    |
| ТП-47 (2)       | 1:2 дч  | Алліанссі          |
| Тампере Юнайтед | 3:1     | РоПС (2)           |

## 1/4 фіналу
| Команда 1      | Рахунок      | Команда 2       |
| -------------- | ------------ | --------------- |
| 10 серпня 2003 |              |                 |
| ГІК            | 1:1 пен. 9:8 | Інтер (Турку)   |
| Яро            | 1:2          | Алліанссі       |
| КооТееПее      | 5:1          | Гямеенлінна     |
| МюПа           | 0:2          | Тампере Юнайтед |

## 1/2 фіналу
| Команда 1       | Рахунок      | Команда 2 |
| --------------- | ------------ | --------- |
| 8 жовтня 2003   |              |           |
| ГІК             | 1:1 пен. 4:2 | КооТееПее |
| 9 жовтня 2003   |              |           |
| Тампере Юнайтед | 2:3 дч       | Алліанссі |

## Фінал
| 1 листопада 2003 |

| ГІК                   | 2:1 дч   | Алліанссі       |
| --------------------- | -------- | --------------- |
| Мякеля 85' Єнсен 109' | Протокол | Паателайнен 78' |

| «Фіннейр Стедіум», Гельсінкі Глядачів: 3 682 Арбітр: Ярі Майсонлахті |